# Mein lieber Robinson
Mein lieber Robinson ist ein deutscher Jugendfilm der DEFA von Roland Gräf aus dem Jahr 1970.

## Handlung
Peter Gruner ist neunzehn Jahre alt, ein tüchtiger junger Mann, der als Krankenfahrer beim Rettungsamt arbeitet, um sich praktische Erfahrungen für sein geplantes Medizinstudium anzueignen. Deshalb bereitet er sich auch auf der Abendoberschule auf das Abitur vor. Andererseits ist er ganz schön verspielt und verträumt. Da er noch wie auf einer Insel lebt, wird er auch Robinson genannt.
Seine Freundin hat ein Kind von ihm bekommen, und nun erscheint es ihm also erstens ziemlich schwierig, seinem Vater beizubringen, dass er Vater und dieser Großvater geworden ist, und zweitens übertreibt er diese Schwierigkeit unbewusst noch, weil er mit seiner neuen Rolle als Papa noch nicht richtig zurechtkommt, und drittens will seine Freundin verständlicherweise endlich wissen, woran sie ist. Robinson lebt immer noch zu Hause und pendelt zwischen Vater und Freundin hin und her. Bis auf seinen Vater wissen alle Bescheid und reden ihm zu, doch recht schnell klaren Tisch zu machen. Vor allem Adam Kowalski (der Kollege vom Krankenwagen) und sein Freund Antenne fragen immer wieder nach.
Inzwischen ist der Nachwuchs bereits ein Jahr alt und Karin verlangt endgültig klare Verhältnisse. Robinson greift nun zu einer List, indem er Barbara, der Kollegin und Freundin seines Vaters, seine Geschichte so erzählt, als wären es die Erlebnisse seines Freundes Antenne. Die Art des Erzählens sowie die Angabe der genauen Anschrift der Wohnung der Freundin und deren Kind machte nun Barbara stutzig und sie schildert ihre Vermutungen, dass es sich hierbei um Peters Freundin und Kind handeln könnte, dem Vater Peters. Der kann es natürlich nicht glauben und fährt zur Überprüfung an die angegebene Adresse. Dort trifft er die junge Familie und nach einigen Verwirrungen geht natürlich alles gut aus. Vater Gruner ist stolz darauf, dass er nun Großvater eines Jungen ist, und versöhnt sich mit seinem Sohn. Dieser hat auch erkannt, dass er doch kein Arzt werden will, und beginnt ein Maschinenbaustudium.

## Produktion
Mein lieber Robinson wurde in Berlin von der Künstlerischen Arbeitsgruppe „Roter Kreis“ in Schwarz-Weiß und auf ORWO-Color gedreht und hatte am 2. März 1971 im Berliner Kino International Premiere.

## Kritik
In der Berliner Zeitung befand Günter Sobe, dass es ein liebenswerter Film ist. Man spürt das Engagement. Man spürt, wie liebevoll alles erzählt wird, welches Verstehen hinter den Szenen steckt, wie behutsam man das Intime der Liebe dieser beiden jungen Menschen wohl zeigen, aber nicht berühren wollte. Im Filmspiegel war zu lesen, dass das Knistern zwischen zwei immerhin noch nicht ganz erwachsenen Partnern, das Ergänzen der Charaktere in der Gemeinsamkeit fehlt. Renate Holland-Moritz meint, dass Gräfs außerordentliches Talent für Fotografie und Bildgestaltung auch diesmal wieder exemplarisch ist. Der junge Meister versteht es, selbst einem schmutzigen Straßenbahnfenster Poesie und typisch berlinisches Fluidum abzugewinnen.